# Ciutac, Mureș
Ciutac (în maghiară Csutakfalva) a fost un sat în comuna Remetea, județul Harghita, Transilvania, România. Aparținea administrativ de comuna Remetea.

 Acest articol despre o localitate din județul Harghita este deocamdată un ciot. Puteți ajuta Wikipedia prin completarea lui.

[[Categorie:Foste localități în România]